# La Veta
La Veta est une ville américaine située dans le comté de Huerfano dans le Colorado.
Selon le recensement de 2010, La Veta compte 800 habitants. La municipalité s'étend sur 1,37 milles carrés (3,55 km2).
La ville est nommée en référence aux veines minérales (« veta » signifie « veine » en espagnol) que l'on trouve au pied des Piñon Hills, au nord de la ville.

## Démographie
| 1880 | 1890 | 1900 | 1910 | 1920 | 1930 |
| ---- | ---- | ---- | ---- | ---- | ---- |
| 165  | 361  | 254  | 691  | 737  | 782  |

| 1940 | 1950 | 1960 | 1970 | 1980 | 1990 |
| ---- | ---- | ---- | ---- | ---- | ---- |
| 897  | 701  | 632  | 589  | 611  | 726  |

| 2000 | 2010 | - | - | - | - |
| ---- | ---- | - | - | - | - |
| 924  | 800  | - | - | - | - |